# 小行星2091
小行星2091（2091 Sampo）是一颗围绕太阳公转的小行星。1941年4月26日，爾約·維薩拉在图尔库发现了此天体。
該小行星以芬蘭神話的寶物三寶磨命名。
这颗小行星的绝对星等为318.9436942055917等。